# Quantum Redshift
Quantum Redshift est un jeu vidéo de course futuriste développé par Curly Monsters et édité par Microsoft Game Studios, sorti en 2002 sur Xbox. Le jeu a été créé par Nick Burcombe, designer sur la série WipEout.

## Accueil
- Jeux vidéo Magazine : 13/20[1]